# Apache Camel
Pour les articles homonymes, voir Apache et Camel.
Apache Camel est un logiciel qui met en œuvre des échanges de messages entre différentes applications informatiques. Il prend en compte un grand nombre de protocoles et s’appuie sur des règles pour déterminer la destination des messages.
L'implémentation d'Apache Camel est fondée sur les POJO (plain old Java objects) ; il utilise également un langage de type DSL (domain specific language) reposant sur Java, pour exprimer les règles de routage de manière claire, ainsi que les modèles d'intégration mis en œuvre.